# Schloss Merode

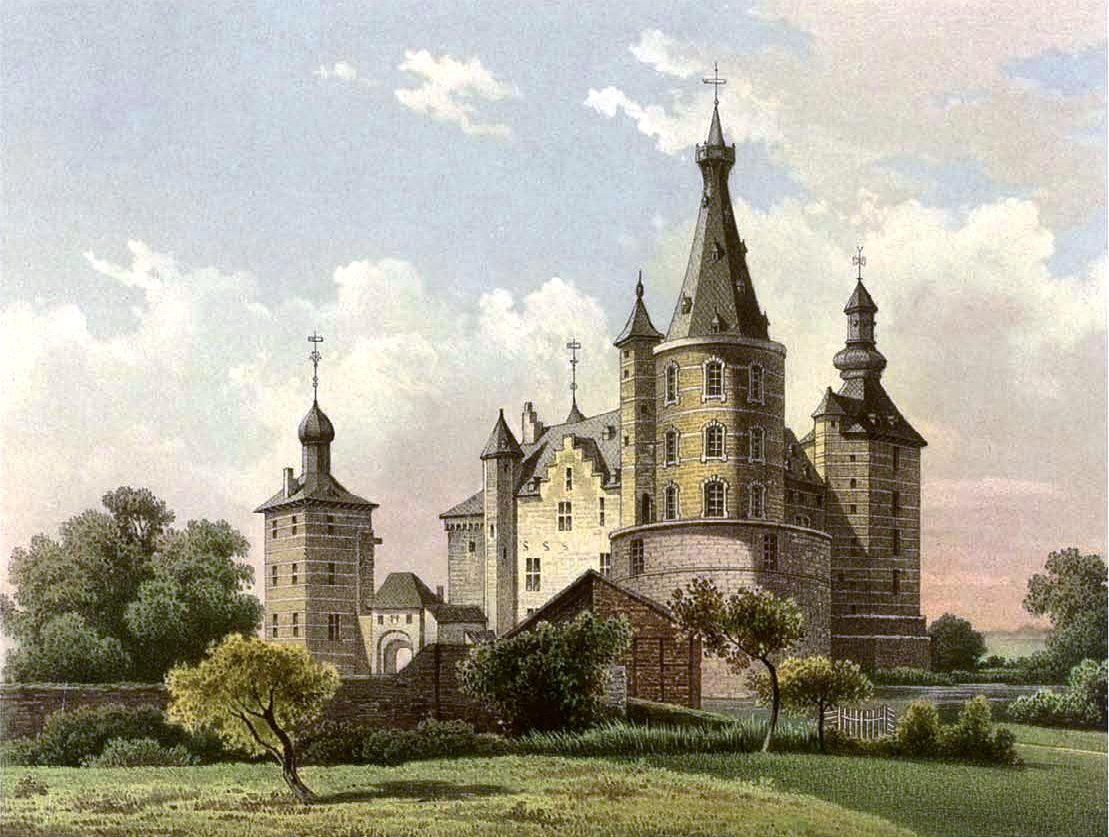
Schloss Merode um 1860, Sammlung Alexander Duncker

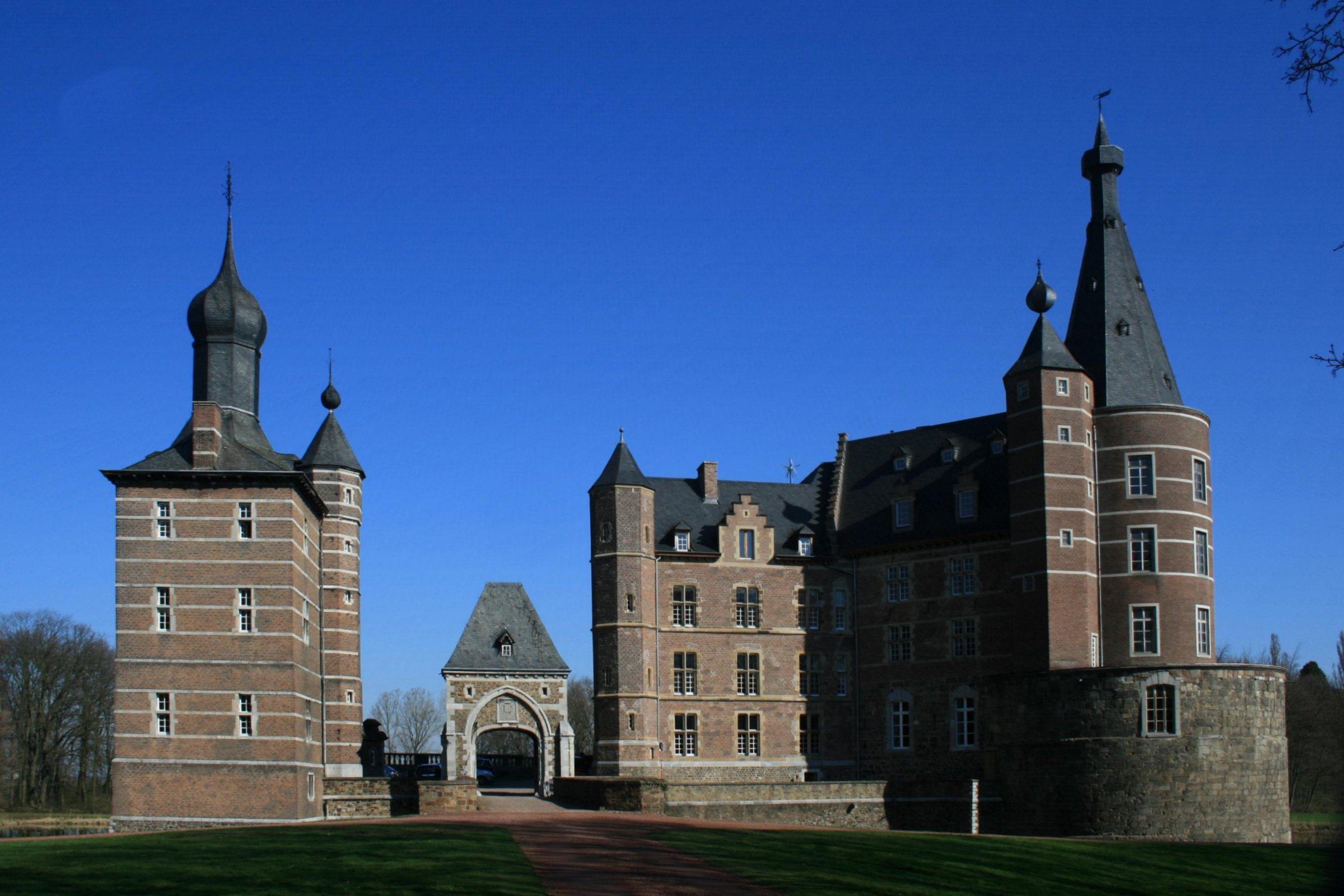
Schloss Merode 2010 (Südseite)

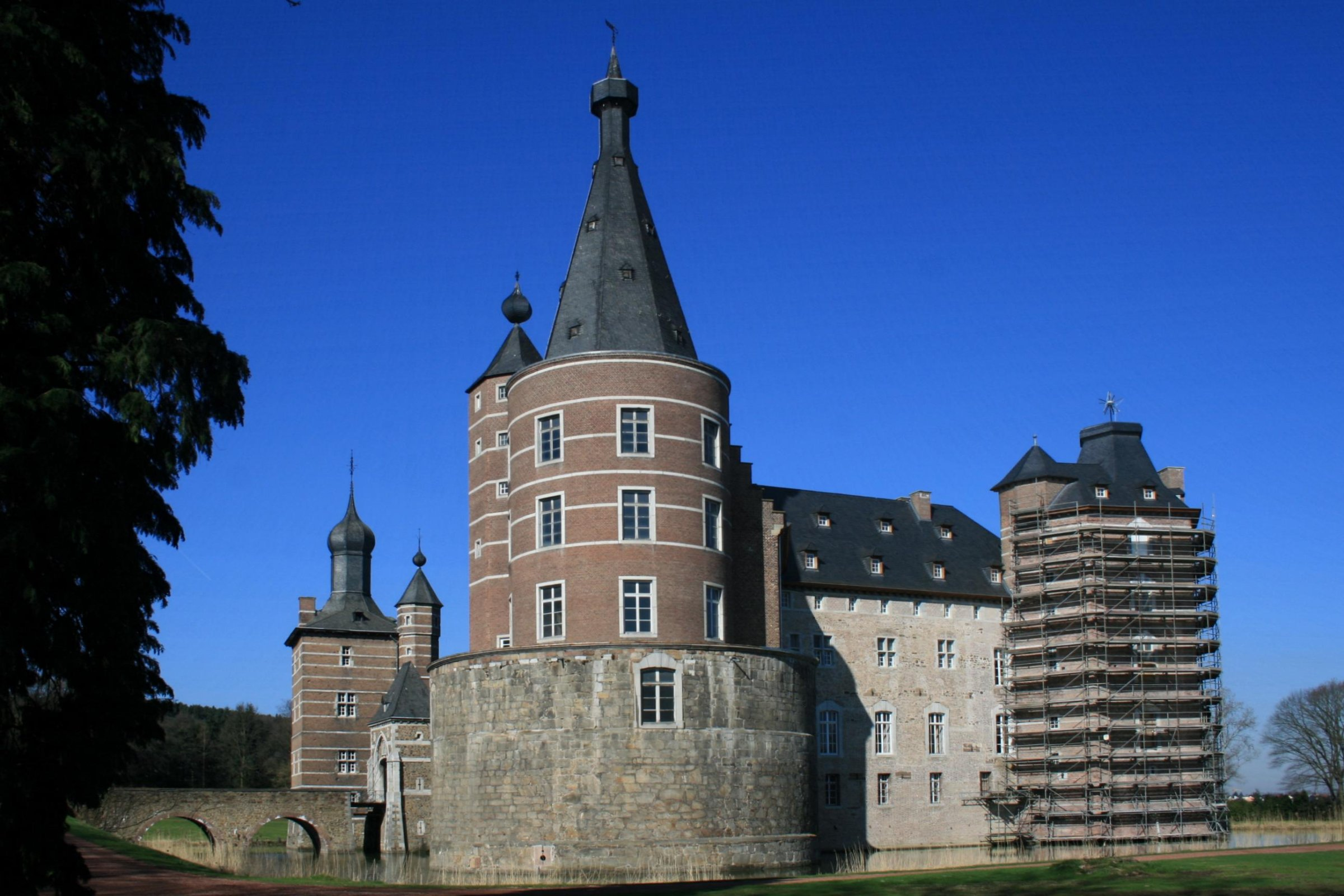
Schloss Merode 2010 (Ostseite)

Das auf das 12. Jahrhundert zurückgehende Schloss Merode liegt im Ortsteil Merode der Gemeinde Langerwehe in Nordrhein-Westfalen am nördlichen Rand der Rureifel. Es gilt als eines der schönsten Wasserschlösser des Rheinlands im Renaissance-Stil. Es befindet sich nachweislich seit 1174 bis heute im Besitz der Herren, späteren Grafen, heutigen Fürsten von Merode.

## Geschichte
Die erste sichere Erwähnung erfolgte im Jahre 1170. Erbaut wurde die ursprüngliche Anlage von dem aus Kerpen stammenden königlichen Ministerialen Werner, der den Hof Echtz und das umliegende Land im 12. Jahrhundert von Kaiser Friedrich I. Barbarossa zu Lehen erhalten hatte. Er ließ an der Stelle des heutigen Wasserschlosses auf einer Rodung einen Sitz anlegen. Dies gab ihm und dem Ort den Namen. Aus dem lateinischen „de Rode“ und dem mittelhochdeutschen „van dem Rode“ bzw. „van me Rode“ leitet sich der heutige Name Merode ab.
Wie die erste Niederlassung Werners im 12. Jahrhundert aussah, ist nicht bekannt. Sicher war es ein kleines befestigtes Gutshaus. Die Bezeichnung „Castrum de Rode“ (Burg Merode) wird 1263 erstmals erwähnt.
Das heutige Erscheinungsbild des Schlosses geht zurück auf die intensive Bautätigkeit des Feldmarschalls Jean Philippe Eugène de Merode-Westerloo zu Beginn des 18. Jahrhunderts. Sein Grabstein befindet sich in der Kapelle des Schlosses. Weitere bauliche Veränderungen erfuhr das Schloss in den Jahren von 1834 bis 1838.
Während des Zweiten Weltkriegs wurde das Schloss in weiten Teilen zerstört. Der Nordwestturm und Teile des Nordflügels wurden nicht wieder aufgebaut.

## Architekturgeschichtliche Bedeutung
Harald Herzog findet für Schloss Merode den Begriff „Eigendenkmal als architektonischer Selbstzweck“. „Das Fehlen aller Nebengebäude zeigt deutlich, dass eine Nutzung des Schlosses gar nicht mehr beabsichtigt war - die reine Erscheinung, die bloße Existenz in einer perfektionierten, verklärten Form lässt Merode zum ausschließlichen Denkmal fern aller profanen Brauchbarkeit werden. In Merode hat sich der Entwicklungslauf der Rheinischen Wasserburg zum reinen Denkmal ihrer Selbst vollendet.“
Das Charakteristikum von Schloss Merode ist, dass es angeblich so viele Fenster wie Tage im Jahr und so viele Türme wie Monate hat.

## Heutiger Zustand

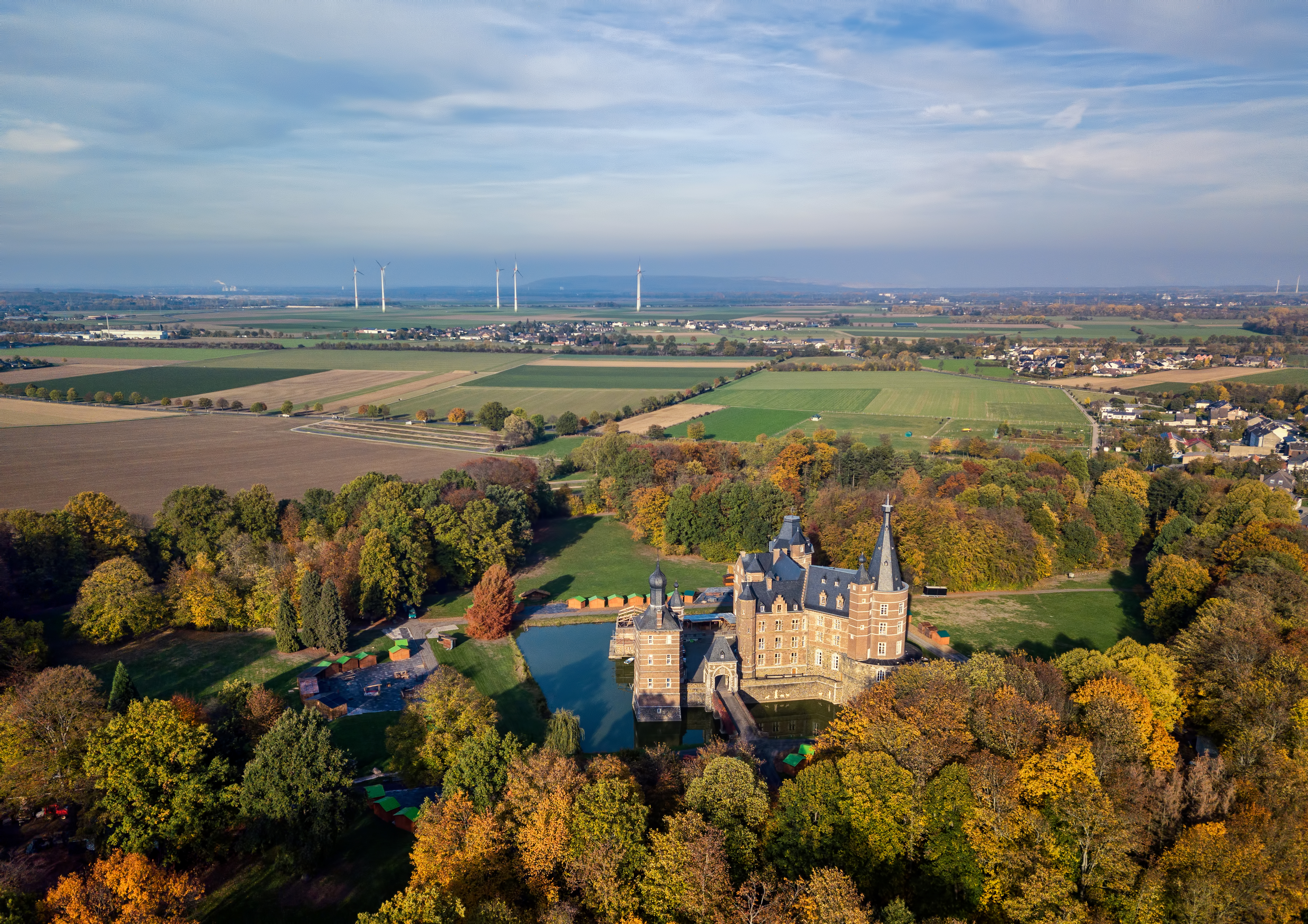
Luftbild der Anlage

Am 19. Juni 2000 sind erneut 80 % der restaurierten Teile des Schlosses durch einen Großbrand erheblich beschädigt worden. Großteile des Dachstuhles und ein Eckturm brannten völlig aus. Auch das Privatarchiv des Schlosses fiel dem Brand zum Opfer. Die Wiederaufbauarbeiten dauern bis heute an. Das Schloss befindet sich heute im privaten Besitz von Charles-Louis Prinz von Merode und dessen Familie und ist nicht zu besichtigen. 2019 erhielt die Familie den Großen Denkmalpreis der Stiftung der Deutschen Burgenvereinigung für den zweifachen Wiederaufbau.
Wöchentlich findet ein Gottesdienst in der Kapelle des Schlosses statt. Die dortige kleine Orgel mit sechs geteilten Registern auf einem Manual und angehängtem Pedal wurde von Orgelbau Schumacher aus Eupen erbaut. Im Laufe des Jahres finden verschiedene Veranstaltungen im Schlosspark statt.
Seit 2011 sind die Festspiele des Kreises Düren von der Burg Nideggen in das Schloss verlegt worden.

## Weihnachtsmarkt

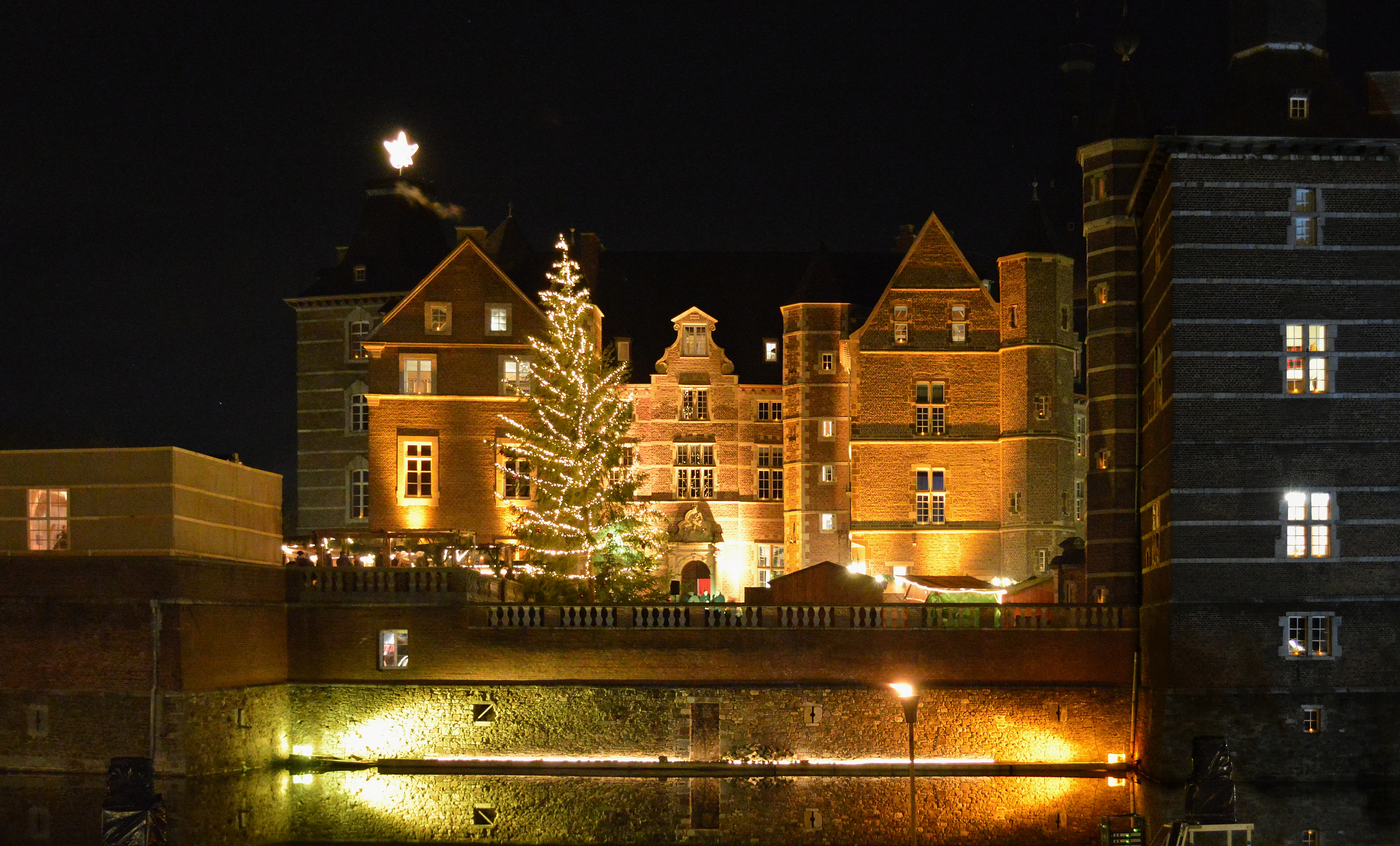
Weihnachtsmarkt auf Schloss Merode (Westseite)

Seit 2009 findet im Innenhof und auf dem Gelände des Schlossparks ein mittelalterlicher Weihnachtsmarkt statt, der 2011 vom WDR zum schönsten Weihnachtsmarkt in NRW gewählt wurde. Der Eintritt ist kostenpflichtig, für Bürger Langerwehes gibt es aber immer einen Tag mit kostenlosem Eintritt.

## Spendenaktion: „Einen Euro für jeden geradelten Kilometer“
Im Sommer 2002 brach der gebürtig aus Merode stammende Stephan Thiemonds zu einer mehrmonatigen Fahrradweltreise auf, die ihn bis nach Australien führte. Damit verbunden war die von ihm ins Leben gerufene Spendenaktion 1 Euro für jeden geradelten Kilometer, wobei der Erlös für den Wiederaufbau des durch den Brand zerstörten Zwiebelturmes bestimmt war. Während der Radreise hielt er seine Erlebnisse und Erfahrungen in einer Loseblattsammlung fest. Nach seiner Rückkehr verfasste er daraus 228 Kurzgeschichten, die als Buch 2003 erschienen. Die überarbeitete Neuauflage „Querweltein Unterwegs – Eine Radreise voller Gegensätze“ erschien 2013.